# K.C. Undercover
K.C. Undercover (Brasil: Agente K.C. / Portugal: K.C. Agente Secreta) foi uma série de televisão estadunidense desenvolvida pelo Disney Channel, criada por Corinne Marshall e produzida pela It's a Laugh Productions e co-produzida por Zendaya e Rob Lotterstein. A série é estrelada por Zendaya e conta a história de uma estudante do ensino médio, que treina para seguir os passos dos pais e se tornar uma agente secreta. A série estreou oficialmente em 18 de janeiro de 2015 em Disney Channel nos Estados Unidos. No Brasil, as pré-estreias V.I.P foram exibidas no dia 19 de abril de 2015 (após a estreia de Bad Hair Day) no dia 31 de maio de 2015 (após o Radio Disney Music Awards 2015) e dia 12 de julho  de 2015 (após Teen Beach 2) e a estreia ocorreu dia 20 de julho de 2015.
 Em Portugal, a série estreou no dia 23 de maio de 2015 no Disney Channel.
No dia 1 de novembro de 2016, a série foi renovada para uma 3 temporada.
A série exibiu seu último episódio no dia 2/2/2018 nos Estados Unidos, pela saída da atriz principal Zendaya da Disney Channel.

## Sinopse
A série conta a história de K.C. Cooper (Zendaya), uma estudante do ensino médio que treina para seguir os passos dos pais como uma espiã secreta. Cada episódio da série retrata problemas familiares cotidianos, e como a família lida com eles - e ao mesmo tempo em que toda a família têm que realizar missões para salvar o país.

## Elenco
| Ator/Atriz      | Personagem    | Temporada                 | Temporada                 | Temporada      |
| Ator/Atriz      | Personagem    | 1                         | 2                         | 3              |
| --------------- | ------------- | ------------------------- | ------------------------- | -------------- |
| Zendaya         | K.C. Cooper   | Protagonista              | Protagonista              | Protagonista   |
| Veronica Dunne  | Marisa Miller | Co-Protagonista Principal | Co-Protagonista Principal | Protagonista   |
| Kamil McFadden  | Ernie Cooper  | Protagonista              | Protagonista              | Protagonista   |
| Trinitee Stokes | Judy Cooper   | Protagonista              | Protagonista              | Protagonista   |
| Tammy Townsend  | Kira Cooper   | Protagonista              | Protagonista              | Protagonista   |
| Kadeem Hardison | Craig Cooper  | Protagonista              | Protagonista              | Protagonista   |
| Rick Hall       | Agent Johnson | Participaçāo              | Recorrente                | Antagonista    |
| Connor Weil     | Brady         |                           |                           | Co-Antagonista |

## Dublagem/Dobragem
| Personagem   | Dublador                                       | Dobrador       |
| Principais   | Principais                                     | Principais     |
| ------------ | ---------------------------------------------- | -------------- |
| K.C. Cooper  | Ana Elena Bittencourt                          | Solange Santos |
| Marisa Clark | Clarice Espíndola Tarsila Amorim (alguns eps.) | Carla Garcia   |
| Ernie Cooper | Charles Emmanuel                               | Carlos Martins |
| Judy         | Alice Lieban                                   | Maria Camões   |
| Kira Cooper  | Roberta Nogueira                               | Ana Vieira     |
| Craig Cooper | Alexandre Moreno                               | Mário Bomba    |
| Brett Willis | Raphael Rossatto                               | ?              |

| Créditos da dublagem | Brasil                                               |
| -------------------- | ---------------------------------------------------- |
| Tema de Abertura     | Mari Miróboli (não exibido)                          |
| Tradução             | André Bighinzoli                                     |
| Direção Musical      | Nandu Valverde                                       |
| Direção de Dublagem  | Tatiane Keplmair e Sandra Mara (SP) Marisa Leal (RJ) |
| Dublado nos Estúdios | TV Group Digital (SP) Visom Digital (RJ)             |

## Episódios
| Temporada | Temporada | Episódios | Exibição original     | Exibição original      | Exibição em Portugal  | Exibição em Portugal   | Exibição no Brasil     | Exibição no Brasil      |
| Temporada | Temporada | Episódios | Estreia               | Final                  | Estreia               | Final                  | Estreia                | Final                   |
| --------- | --------- | --------- | --------------------- | ---------------------- | --------------------- | ---------------------- | ---------------------- | ----------------------- |
|           | 1         | 29        | 18 de janeiro de 2015 | 24 de janeiro de 2016  | 23 de maio de 2015    | 22 de abril de 2016    | 19 de abril de 2015    | 27 de fevereiro de 2016 |
|           | 2         | 26        | 6 de março de 2016    | 13 de janeiro de 2017  | 6 de maio de 2016     | 9 de fevereiro de 2017 | 4 de junho de 2016     | 27 de março de 2017     |
|           | 3         | 26        | 7 de julho de 2017    | 2 de fevereiro de 2018 | 23 de outubro de 2017 | 20 de julho de 2018    | 19 de novembro de 2017 | 1 de dezembro de 2018   |

## Prêmios e indicações
| Ano  | Premiação           | Categoria                                | Trabalho | Resultado | Ref.        |
| ---- | ------------------- | ---------------------------------------- | -------- | --------- | ----------- |
| 2016 | Kids' Choice Awards | Atriz de TV Favorita - Programa Infantil | Zendaya  | Venceu    | [ 7 ] [ 8 ] |